# معركة تولوز
معركة تولوشة أو معركة تولوز (9 ذو الحجة 102هـ/9 يونيو 721م) هي معركة دارت في تولوز بين جيش الدولة الأموية بقيادة السمح بن مالك الخولاني، وقوات دوق أقطانية بقيادة أودو دوق أقطانيا، وانتهت بهزيمة الأمويين واستشهاد قائدهم.

## خلفية
في العقد الأخير من القرن الأول الهجري، نجح الأمويون في التقدم بقواتهم خلف جبال البرانس، وضمّوا سبتمانيا، واتخذوا من أربونة قاعدة لانطلاق حملاتهم للتوسع في غرب أوروبا. لكن لقي الأمويون مقاومة عنيفة من السكان المحليين من الباسكيين والغاسكونيين. كان الخليفة الأموي عمر بن عبد العزيز قد ولّى السمح بن مالك الخولاني على الأندلس سنة 100 هـ. في سنة 102 هـ، جهز السمح حملة للغزو والتوسع شرقًا في غرب أوروبا قادها بنفسه. علم أودو دوق أقطانية جيشًا لردّ الأمويين. والتقى الجيشان في 9 ذي الحجة 102 هـ/9 يونيه 721 م بالقرب من تولوز، ودارت معركة كبيرة انتهت بانتصار الدوق أودو، واستشهاد السمح بن مالك الخولاني.